# Makrirrákhi
Makrirrákhi (Makryrrachi, Kaitsa) är en ort i Grekland.   Den ligger i prefekturen Fthiotis och regionen Grekiska fastlandet, i den centrala delen av landet, 180 km nordväst om huvudstaden Aten. Makrirrákhi ligger 497 meter över havet och antalet invånare är 352.
Terrängen runt Makrirrákhi är kuperad. Runt Makrirrákhi är det glesbefolkat, med 17 invånare per kvadratkilometer. Närmaste större samhälle är Omvriakí, 10,2 km öster om Makrirrákhi. Trakten runt Makrirrákhi består till största delen av jordbruksmark.